# Buchbach, Áo
Buchbach là một thị xã thuộc huyện Neunkirchen trong bang Niederösterreich.